# USS Parche (SS-384)
Pour les autres navires du même nom, voir USS Parche.
L'USS Parche (SS-384 / AGSS-384) est un sous-marin de la classe Balao construit pour l'United States Navy pendant la Seconde Guerre mondiale.
Construit au chantier naval Portsmouth Naval Shipyard de Kittery, dans le Maine, sa quille est posée le 9 avril 1943, il est lancé le 24 juillet 1943, parrainé par Mme Betty Russell, et mis en service le 20 novembre 1943, sous le commandement du commander Lawson P. Ramage.

## Historique

### Seconde Guerre mondiale
Le 29 mars 1944, le sous-marin quitte Pearl Harbor avec les sous-marins USS Tinosa et USS Bang pour sa première patrouille de guerre. Après un arrêt à Midway, les trois atteignent les voies maritimes dans le sud de Formose le 16 avril. Le 29 avril 1944, le Bang signale un convoi à 50 nautiques de distance. Les trois sous-marins l'attaquent et seul le Parche envoie par le fond un des bâtiments.
Le 3 mai 1944 au matin, le Tinosa signale à son tour un convoi. Le Parche fait route à toute vitesse vers le nord pour l'intercepter. À 23 h 00, le Parche est en position et obtient trois coups au but par torpilles sur le premier bâtiment et deux coups au but sur le deuxième. Ils coulent tous les deux. Il touche également par deux fois un troisième bâtiment. Les archives d'après-guerre attribuent au trio cinq naufrages totalisant 30 542 tonnes, dont les Taiyoku Maru et du Shoryu Maru pour le Parche. Le 23 mai 1944,  le submersible retourne à Midway après avoir photographié les installations militaires de l'île de Ishi Gaki Jima.
La seconde patrouille du Parche se déroulera une nouvelle fois dans le sud de Formose. Il forme un wolfpack avec les USS Hammerhead et USS Steelhead. Le 17 juin 1944, le Parche appareille après son réapprovisionnement. Une semaine plus tard, il aperçoit et envoie par le fond un patrouilleur avec son artillerie. Le 4 juillet 1944, un croiseur et un destroyer japonais lancent des charges de profondeur contre lui sans aucun dégât.
Le Parche repère un convoi le 9 juillet 1944. Coopérant avec le Steelhead, il poursuit et coule un cargo japonais de 4 471 tonnes le Manko Maru et le pétrolier de 10 238 tonnes Koei Maru. Durant cette nuit d'attaques en surface, le Parche évite d'être éperonné par un navire. Coopérant de nouveau avec le Steelhead, il envoie par le fond le transport japonais de 8 990 tonnes Yoshino Maru, tandis que le Steelhead coule deux autres navires, un transport et un cargo. Un autre pétrolier et un autre cargo seront endommagés. Pour cette action, le Parche reçoit la Presidential Unit Citation et son commandant la Medal of Honor. Le 1er août 1944, le Parche appareille pour Saipan qu'il atteint quatre jours plus tard, avant de rejoindre Pearl Harbor le 16 août.
Pendant sa troisième patrouille de guerre, du 10 septembre au 2 décembre 1944, l'une des plus longues de la guerre, le Parche ne rencontre aucune cible. Après un carénage, il débute le 30 décembre une nouvelle patrouille au large des îles Nansei Shoto. Le 19 janvier 1945, il découvre un cargo et un pétrolier à l'ancrage dans la baie de Naze Ko (Japon) et tire six torpilles de ses TLT avants sur le pétrolier pour cinq coups au but et quatre de ses TLT arrières avec deux probables coups au but. Le 7 février, il signale et coule l'Okinoyama Maru de 984 tonnes. Le Parche est ensuite ravitaillé à mi-chemin le 16 février 1945 et arrive à Pearl Harbor le 20 février.
Il devient de plus en plus difficile trouver des bâtiments japonais, décimés par des attaques de sous-marins et des attaques aériennes continuelles. Le 19 mars 1945, il appareille de Pearl Harbor et se dirige directement vers la côte Est de Honshū (Japon). Le 9 avril, il envoie par le fond le dragueur de mines n°3 (615 tonnes) au large de Kobe Zaki. Deux jours plus tard, il coule avec son artillerie un petit cargo d'environ 800 tonnes et torpille le lendemain un autre petit bateau. Le 13 avril 1945, il envoie par le fond un chalutier. Deux jours plus tard, il ouvre de nouveau le feu sur un petit bateau d'observation, le laissant en feu. Deux avions japonais l'obligent à plonger, laissant tous ses canons tels quels ainsi qu'une partie de ses munitions. Une forte explosion le secoue, mais n'inflige aucun dégât.
Le 22 avril 1945, il aperçoit trois petits pétroliers le long de la côte Sud de Okama Saki. Il tire trois torpilles sur le second pétrolier, puis passe au troisième qu'il abandonne, la poupe recouverte d'un nuage de fumée. Il navigue ensuite vers l'atoll Midway qu'il atteint le 30 avril.
Le 25 mai 1945, le submersible entame sa sixième patrouille, la dernière de la Seconde Guerre Mondiale rejoignant la Submarine Lifegard League au Sud d'Honshū. Il reste jusqu'au 18 juin 1945 au large d'Honshū pour récupérer tous les aviateurs abattus. Aucun sauvetage n'est effectué et le 18 juin il se dirige vers le détroit de Tsugara.
Le 21 juin 1945, il obtient un contact avec une canonnière près de Shiriya Saki, qui est bientôt rejointe par une autre canonnière puis par un cargo. Choisissant le cargo comme meilleure cible, le Parche lui lance quatre torpilles pour un seul coup au but qui jette un voile de fumée blanche. S'attendant à des contre-mesures, il plonge tout en entendant les bruits de naufrage du Hizen Maru.
Dans l'après-midi du lendemain, il attaque trois lougres escortés par un petit navire à fond plat au cours duquel il en envoie deux par le fond. Le 23 juin 1945, il coule plusieurs chalutiers avec son artillerie. Deux jours plus tard, il aperçoit trois grands navires et six escorteurs vers le Nord le long de la côte, l'une des plus imposants convois vus depuis quelques mois dans les eaux japonaises. Après l'attaque, le Parche est secoué par de nombreuses explosions de charges de profondeur et ce pendant quatre heures et demie. Il parvient à s'échapper et peut continuer sa patrouille en laissant derrière lui une canonnière coulée et un autre navire endommagé.
Après un nouveau cycle à la Submarine Lifegard League pour les avions de la Task Force 38 le 17 juillet 1945, le Parche recueille, auprès du USS Cero, trois aviateurs à son bord et met le cap sur Midway qu'il atteint le 23 juillet. Cinq jours plus tard, il rejoint Pearl Harbor.
L'USS Parche est l'un des navires les plus décorés des forces sous-marines de la guerre du Pacifique pendant la Seconde Guerre mondiale avec cinq Battle Star et deux Presidential Unit Citation.

### Après-guerre
Après la Seconde Guerre mondiale, le Parche est affecté à l'opération Crossroads en tant que navire cible pour les essais atomiques à Bikini. Il survit à l'explosion sans être relativement endommagé.
Après décontamination, il se rend aux chantiers navals de Mare Island à Vallejo (Californie). Le 10 décembre 1946, il est désarmé et rejoint Alameda (Californie) en mars 1947.
Le 1er décembre 1962, il change de classification et devient sous-marin auxiliaire sous le numéro de fanion AGSS-384. Il est affecté à la Naval Reserve Training Submarine à Oakland (Californie).
Le 8 novembre 1969, il est rayé des services et vendu le 18 juin 1970 pour être ferraillé.
Seul son kiosque est sauvegardé et exposé à Pearl-Harbor (Hawaï) dans le musée de l'USS Bowfin.